# Spadella valsalinae
Espèce
Spadella valsalinae est une espèce de chaetognathes de la famille des Spadellidae.

## Étymologie
Son nom spécifique, valsalinae lui a été donné en référence au lieu de sa découverte, la baie Valsaline, en Croatie.

## Description
Spadella valsalinae a un corps transparent et rigide. Il mesure 4 à 5 mm et la queue représente environ 54 % de la longueur du corps. La partie la plus large du corps se situe au niveau du septum tronc-queue, à l'extrémité antérieure des nageoires latérales. La tête triangulaire est presque aussi large que la partie la plus large du corps. Elle est recouverte d'une hotte qui présente dorsalement, de chaque côté, une petite protubérance brune cylindrique. Présence de neuf à dix crochets lisses avec une pointe sur le bord. Deux à quatre dents antérieures longues, courbées et minces avec la deuxième dent intérieure étant la plus longue. Une à trois dents postérieures plus courtes situées latéralement par rapport aux dents antérieures. Toutes les dents sont ornées et présentent plusieurs rangées longitudinales d'indentations : trois sur les dents postérieures et quatre sur les dents antérieures. Les indentations sont pointées vers le bas, varient en taille et sont distantes de manière inégale. Les yeux sont grands avec une zone pigmentée divisée par une cellule pigmentée en un grand ocelle en forme de coupe et cinq ocelles plus petits. Le cou est entouré par une collerette bien développée, moins marquée autour de la région du tronc et de la queue. La couronne ciliaire est légèrement ovale. L'intestin est blanchâtre avec deux petits diverticules antérieurs. Deux des bandes bilatérales de muscles obliques s'étendent à travers la cavité générale du tronc sur toute sa longueur. La surface du corps  est recouverte ventralement de papilles de glandes adhésives, particulièrement agrégées au bord distal de la queue. Les nageoires latérales sont courtes, étroites et vont du septum tronc-queue à environ 54 % de la queue. La nageoire caudale est spatulée. Toutes les nageoires sont entièrement rayonnées et aucune n'a de contact avec les vésicules séminales. Les ovaires matures s'étendent jusqu'au milieu du tronc. Ils contiennent des ovocytes ovales matures et immatures polyédriques. Les vésicules séminales sont légèrement réniformes et affichent une forme spécifique en formant une petite ampoule au niveau de l'ouverture médiane.

## Distribution
Spadella valsalinae a été trouvé dans les eaux de la baie Valsaline, au Nord de la Mer Adriatique, à Pula, au Sud-Ouest de la péninsule d'Istrie, en Croatie. Il a été trouvé à environ 11 m de profondeur, attaché à la surface de sédiments.

## Publication originale
- (en) Charlotte Winkelmann, Samah Gasmi, Gerwin Gretschel, Carsten H. G. Müller et Yvan Perez, « Description of Spadella valsalinae sp. nov., a neo-endemicbenthic chaetognath from Northern Adriatic Sea (Croatia)with remarks on its morphology, phylogenyand biogeography », Organisms Diversity and Evolution, Springer Science+Business Media, vol. 13,‎ 2012 (ISSN 1439-6092 et 1618-1077, DOI 10.1007/S13127-012-0108-0, lire en ligne).